# Phalacrotophora fasciata
Phalacrotophora fasciata är en tvåvingeart som först beskrevs av Fallen 1823.  Phalacrotophora fasciata ingår i släktet Phalacrotophora och familjen puckelflugor. Arten är reproducerande i Sverige. Inga underarter finns listade i Catalogue of Life.